# Henry Theophilus Howaniec
Henry Theophilus Howaniec (Chicago, 14 febbraio 1931 – Milwaukee, 30 marzo 2018) è stato un vescovo cattolico e missionario statunitense.

## Biografia
Henry Theophilus Howaniec nacque a Chicago il 14 febbraio 1931 in una famiglia di immigrati polacchi.

### Formazione e ministero sacerdotale
Studiò nelle scuole primarie e secondarie cattoliche. Nel 1948 entrò nel convento di Pulaski dell'Ordine dei frati minori. Il 15 agosto 1952 emise la professione solenne. Studiò filosofia e teologia a Chicago, a Cedar Lake e all'Università di Milwaukee.
Il 14 giugno 1956 fu ordinato presbitero nella cappella del seminario "Cristo Re" di Chicago. In seguito prestò servizio in diverse parrocchie del Wisconsin e in alcune parrocchie polacche di Chicago. Dopo due anni di servizio nella "Casa di preghiera" del suo ordine, fu per sei anni cappellano dell'ospedale St. Vincent di Green Bay. Allo stesso tempo, fu editorialista della rivista "Cronache provinciali" e contribuì a scrivere la storia della provincia in occasione del centenario della sua creazione nel 1987. Nel 1968 fu chiamato a Roma per lavorare nella curia generalizia dell'Ordine dei frati minori. Prestò servizio nell'ufficio protocollo e come traduttore. Oltre all'inglese, infatti, parlava italiano, polacco, russo, e leggeva latino, francese e spagnolo. Mentre era a Roma proseguì gli studi alla Pontificia Università Antonianum e presso l'Associazione culturale Italia-Russia di Bergamo.
Il 4 novembre 1993 iniziò il suo nuovo servizio come missionario in Kazakistan. Lì fu vicario parrocchiale della parrocchia della Santissima Trinità ad Almaty fino al 25 giugno 1995, poi parroco dal 25 giugno 1995 al settembre del 1996, primo capo redattore del giornale cattolico kazako КРЭДА dal giugno del 1995 e superiore del convento francescano di Almaty dal 15 luglio 1996.
Il 7 luglio 1999 papa Giovanni Paolo II lo nominò amministratore apostolico di Almaty.

### Ministero episcopale
Il 14 ottobre 2000 lo stesso papa Giovanni Paolo II lo nominò vescovo titolare di Acolla. Ricevette l'ordinazione episcopale il 26 novembre successivo nella chiesa della Santissima Trinità ad Almaty dall'arcivescovo Marian Oles, nunzio apostolico in Kazakistan, Kirghizistan, Uzbekistan e Tagikistan, co-consacranti l'arcivescovo Alberto Tricarico, officiale della Segreteria di Stato della Santa Sede, e il vescovo di Karaganda Jan Paweł Lenga.
Il 17 maggio 2003 papa Giovanni Paolo II elevò l'amministrazione apostolica a diocesi e lo nominò suo primo vescovo.
Nel settembre del 2008 compì la visita ad limina.
Il 5 marzo 2011 papa Benedetto XVI accettò la sua rinuncia al governo pastorale della diocesi per raggiunti limiti di età.
Morì a Milwaukee il 30 marzo 2018 all'età di 87 anni. Le esequie si tennero il 4 aprile alle ore 11 nella chiesa di Santa Clara a Wind Lake. È sepolto nel cimitero francescano di Pulaski.

## Genealogia episcopale
La genealogia episcopale è:
- Cardinale Scipione Rebiba
- Cardinale Giulio Antonio Santori
- Cardinale Girolamo Bernerio, O.P.
- Arcivescovo Galeazzo Sanvitale
- Cardinale Ludovico Ludovisi
- Cardinale Luigi Caetani
- Cardinale Ulderico Carpegna
- Cardinale Paluzzo Paluzzi Altieri degli Albertoni
- Papa Benedetto XIII
- Papa Benedetto XIV
- Papa Clemente XIII
- Cardinale Enrico Benedetto Stuart
- Papa Leone XII
- Cardinale Chiarissimo Falconieri Mellini
- Cardinale Camillo Di Pietro
- Cardinale Mieczysław Halka Ledóchowski
- Cardinale Jan Maurycy Paweł Puzyna de Kosielsko
- Arcivescovo Józef Bilczewski
- Arcivescovo Bolesław Twardowski
- Arcivescovo Eugeniusz Baziak
- Papa Giovanni Paolo II
- Arcivescovo Marian Oles
- Vescovo Henry Theophilus Howaniec, O.F.M.